# Muixir al-Dawla
Muixir al-Dawla (Conseller d'Estat) fou un títol de Pèrsia sota la Dinastia Qajar que es va concedir a sis persones que van servir d'ambaixadors o diplomàtics en diverses missions, i cinc d'ells (tots menys el primer) foren ministres d'afers exteriors. El primer fou Mirza Sayyid Djafar Khan Trabrizi conegut com a Muhandis Baixi (?-1862), al qual li fou concedit el 1860. El darrer fou Muixir al-Dawla Mirza Hasan Khan Pirniya (1874-1935), que el va rebre el 1920 en la sisena vegada que exercia com a primer ministre (agost de 1918 a 21 de febrer de 1921).